# George Robert Gray

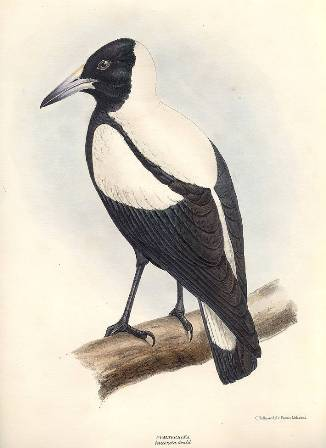
Ilustracja przedstawiająca dzierzbowrona (Gymnorhina tibicen) z Genera of Birds

George Robert Gray (ur. 8 lipca 1808, zm. 6 maja 1872) – brytyjski zoolog i autor. Kierownik sekcji ornitologicznej w Muzeum Brytyjskim (teraz część Muzeum Historii Naturalnej w Londynie) przez 41 lat. Był młodszym bratem zoologa Johna Edwarda Graya i synem botanika Samuela Fredericka Graya.
Jego najważniejszym dziełem jest Genera of Birds (1844–49), ilustrowane przez Davida Williama Mitchella oraz Josepha Wolfa. Zawiera łącznie 46000 rzędów, rodzajów, rodzin i gatunków.

## Życiorys
Urodził się 8 lipca 1808 roku w Londynie. Syn naturalisty i farmakologa Samuela Fredericka Graya. Uczył się w Merchant Taylor’s School. Podjął się pracy w Muzeum Brytyjskim w 1831 roku. Początkowo katalogował owady, w 1833 roku wydał Entomology of Australia. Opisał wiele gatunków motyli. Współzałożyciel Royal Entomological Society of London. Jego imieniem nazwany został świerszczak tajgowy (Locustella fasciolata, ang. Gray’s Grasshopper Warbler), którego opisał w 1860 roku, na podstawie okazu zebranego przez Alfreda Russela Wallace’a na Molukach.

## Publikacje
- The Entomology of Australia, in a series of Monographs. Part I. The Monograph of the Genus Phasma. Londyn.
- 1831 The Zoological Miscellany Zool. Miscell. (1): [1] 1-40
- 1846 Descriptions and Figures of some new Lepidopterous Insects chiefly from Nepal, Londyn.
- 1852 Catalogue of Lepidopterous Insects in the British Museum. Part 1. Papilionidae. [1853], "1852" iii + 84pp., 13pls.
- 1871 A fasciculus of the Birds of China. Londyn, Taylor and Francis.
- wraz z Richardem Bowdlerem Sharpe, The Zoology of the Voyage of HMS Erebus & HMS Terror. Birds of New Zealand, 1875